# Big Salmon
Il Big Salmon è un fiume del Canada che scorre nello Yukon. Il fiume nasce dal Quiet Lake e, dopo circa 240 chilometri, si immette nel fiume Yukon.

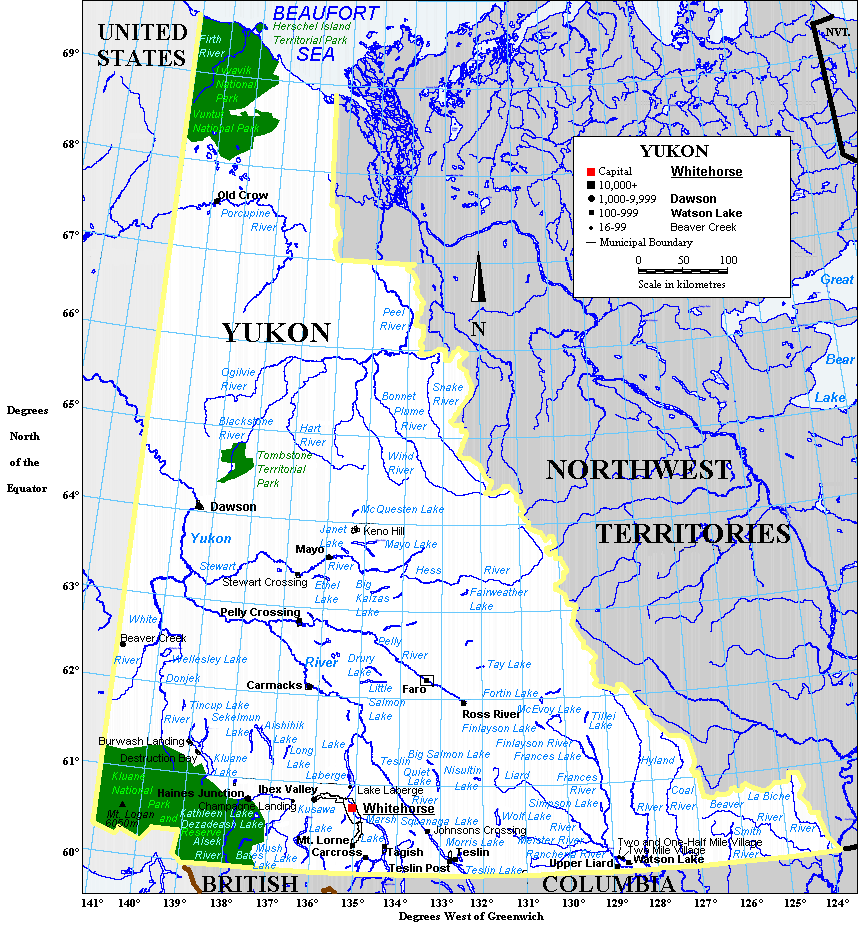
Mappa idrografica dello Yukon, il Big Salmon è visibile in basso al centro